# 多米尼克·马奥尼
多米尼克·马奥尼（英語：Dominic Mahony，1964年4月26日—），英国男子现代五项运动员。他曾代表英国参加1988年和1992年夏季奥林匹克运动会现代五项比赛，其中1988年奥运会获得一枚铜牌。